# فورر

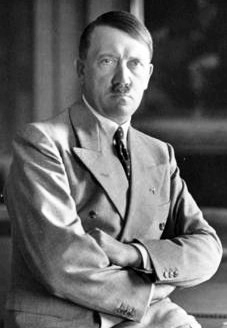
أدولف هتلر عام 1933

الفورر (بالألمانية: Führer) كلمة ألمانية تعني القائد. في السياسة ترتبط هذه الكلمة بزعيم الألماني النازية أدولف هتلر وهو فعليّا الشخص الوحيد الذي حمل هذا المنصب.

## انظر ايضا
المصطلحات المشتقة من الفوهرر
- قائد القوات الخاصة النازية
- قائد شبيبة الرايخ
- نائب الفوهرر (رودلف هس)
- وزير الرايخ
- قائمة كبار ضباط كتيبة العاصفة
- مقر الفوهرر
- قبو الفوهرر

- توجيهات القائد
- متحف القائد
- مبدأ الفوهرر
- فوهررريزيرف
- فوهررشتات

اخرى
- دوكس
- كوديلو
- دوتشي
- الزعيم (رومانيا) (نطق روماني: [kondukəˈtor]
- قائمة الرؤساء مدى الحياة
- بوغلافنيك (اللغة الصربية الكرواتية)

- قائد أعلى
- Vozhd في لغات سلافية
- الحفظ والتنظيم